# العلاقات الهندية النيكاراغوية
العلاقات الهندية النيكاراغوية هي العلاقات الثنائية التي تجمع بين الهند ونيكاراغوا.

## مقارنة بين البلدين
هذه مقارنة عامة ومرجعية للدولتين:
| وجه المقارنة                                              | الهند                       | نيكاراغوا        |
| --------------------------------------------------------- | --------------------------- | ---------------- |
| المساحة (كم2)                                             | 3.29 مليون                  | 130.38 ألف       |
| عدد السكان (نسمة)                                         | 1.35 مليار                  | 6.22 مليون       |
| الكثافة السكانية (ن./كم²)                                 | 410.33                      | 47.71            |
| العاصمة                                                   | نيودلهي                     | ماناغوا          |
| اللغة الرسمية                                             | اللغة الهندية، لغة إنجليزية | اللغة الإسبانية  |
| العملة                                                    | روبية هندية                 | كوردبا نيكاراغوا |
| الناتج المحلي الإجمالي (بليون دولار)                      | 2.60 تريليون                | 13.81 مليار      |
| الناتج المحلي الإجمالي (تعادل القوة الشرائية) بليون دولار | 8.00 تريليون                | 31.63 مليار      |
| الناتج المحلي الإجمالي الاسمي للفرد دولار أمريكي          | 1.60 ألف                    | 2.09 ألف         |
| الناتج المحلي الإجمالي للفرد دولار أمريكي                 | 5.70 ألف                    | 4.92 ألف         |
| مؤشر التنمية البشرية                                      | 0.609                       | 0.631            |
| رمز المكالمات الدولي                                      | +91                         | +505             |
| رمز الإنترنت                                              | .in، .भारत ‏، .بھارت ‏،        | .ni              |
| المنطقة الزمنية                                           | ت ع م+05:30، توقيت الهند    | 00               |

## منظمات دولية مشتركة
يشترك البلدان في عضوية مجموعة من المنظمات الدولية، منها:
| علم المنظمة | اسم المنظمة                        | تاريخ انضمام الهند | تاريخ انضمام نيكاراغوا |
| ----------- | ---------------------------------- | ------------------ | ---------------------- |
|             | يونسكو                             | 4 نوفمبر 1946      | 22 فبراير 1952         |
|             | مؤسسة التمويل الدولية              | 20 يوليو 1956      | 20 يوليو 1956          |
|             | منظمة حظر الأسلحة الكيميائية       | ?                  | ?                      |
|             | مؤسسة التنمية الدولية              | 24 سبتمبر 1960     | 30 ديسمبر 1960         |
|             | منظمة التجارة العالمية             | 1995               | ?                      |
|             | وكالة ضمان الاستثمار متعدد الأطراف | 6 يناير 1994       | 12 يونيو 1992          |
|             | الاتحاد البريدي العالمي            | ?                  | ?                      |
|             | منظمة الشرطة الجنائية الدولية      | ?                  | ?                      |
|             | الأمم المتحدة                      | 30 أكتوبر 1945     | 24 أكتوبر 1945         |
|             | الاتحاد الدولي للاتصالات           | 1869               | 12 مايو 1926           |
|             | البنك الدولي للإنشاء والتعمير      | 27 ديسمبر 1945     | 14 مارس 1946           |

## وصلات خارجية
- موقع وزارة الخارجية الهندية
- موقع وزارة الخارجية النيكاراغوية